# Ваја
Ваја (мађ. Vaja) је град у жупанији Саболч-Сатмар-Берег, у региону Северне Велике равнице у источној Мађарској.

## Географија
Покрива површину од 28,61 km2 (11 sq mi) и има популацију од 3.515 становника (2015).

## Историја
Његово име потиче од личног имена, вероватно од његовог бившег власника. Први пут се помиње 1272. године, у време када га је мађарски краљ Бела IV поклонио као имовину, име се појавило у облицима Воиа и Ваиа. Године 1312. насеље се већ помиње као власништво породице Вај. Око 1370. године био је у власништву Ласла Ваја, бискупа Варада. Титуш Вај је добио породични грб од краља Жигмунда Луксембуршког за своју оданост и храбра дела.
Године 1412. чланови породице Вај су у Вају преселили кметове Иштвана Чернаводаија, власника суседног Папоса. Ваја је већ 1418. године имао судијско право.
У време еманципације кметова 1848. године у селу је живело већ 1.002 становника. Крајем 1939. године 524 протестанта из села доселило се у Мађарбоју у Барањској жупанији. Породица Вај је остала власник насеља до 1940-их.
Ваја је проглашена градом 01. јула 2009. године.

## Становништво
Године 2001. 96% становништва насеља се изјаснило као Мађари, 4% Роми.
У насељу је 2019. године живело 3.683 становника.
Током пописа из 2011. године, 91,4% становника се изјаснило као Мађари, 3% као Роми, а 0,2% као Румуни (8,5% се није изјаснило. Због двојног идентитета, укупан број може бити већи од 100%). Верска дистрибуција је била следећа: римокатолици 10,4%, реформатори 65,7%, гркокатолици 9,1%, неденоминациони 1,9% (10,7% није одговорило).